# Gerhard von Tevenar
Gerhard von Tevenar (* 10. Januar 1912 in Banin bei Danzig; † 15. April 1943 in Oberschaeffolsheim, Département Bas-Rhin) war ein deutscher Jurist und Politikwissenschaftler.

## Leben
Tevenar stammt aus der 1896 nobilitierten briefadeligen Familie von Tevenar. Er war der jüngere Sohn eines westpreußischen Landwirts und Gutsbesitzers, der 1917 im Ersten Weltkrieg als Offizier fiel. Die verwitwete Mutter wechselte mit den beiden Kindern wiederholt Wohnort und Arbeitstätigkeit, um die durch die Inflation verarmte Familie alleine durchzubringen. Gerhard von Tevenar kam jedoch in den Genuss der demokratischen Reformen im Bildungswesen der zwanziger Jahre: Er genoss Schulgeldfreiheit und erhielt außerdem Reichserziehungsbeihilfe. 1927 wurde von Tevenar Mitglied im Wehrjugendbund Schilljugend unter dem ehemaligen Freikorpsführer Gerhard Roßbach. 1930 legte er in Goslar das Abitur ab. Nachdem er zunächst zwischen einem Studium der Theologie und einer Karriere in der Marine geschwankt hatte, entschloss er sich schließlich zu einem Studium der Geschichte und Politischen Auslandskunde sowie der Rechtswissenschaft, das vollständig von der Studienstiftung des deutschen Volkes finanziert wurde. Studienorte waren Berlin, Frankfurt am Main, Königsberg, Breslau, Hamburg, Göttingen und Wien. Frühzeitig trat er dem Nationalsozialistischen Deutschen Studentenbund (NSDStB) bei und schloss sich dem Kreis um Friedrich Hielscher an. Im Rahmen seines Studiums stand er auch in Kontakt mit anderen Mitgliedern des Hielscher-Kreises wie Arno Deutelmoser und Rolf Kluth. Ab 1929 unternahm er regelmäßig „volkspolitische“ Reisen nach Ungarn, Italien, Frankreich, England, Dänemark, Irland, Schottland, Spanien, Holland, Belgien und die Schweiz. Diese dienten sowohl der Kontaktaufnahme mit den  volksdeutschen Minderheiten wie auch mit den autonomistischen oder separatistischen Bewegungen in diesen Ländern. Von Tevenar schloss sein Studium im Juli 1934 mit einer Promotion ‘magna cum laude’ bei Ernst Forsthoff über den Bolschewistischen Ein-Partei-Staat ab. Auf Grund eines Herzfehlers wehruntauglich und auch bei der SA abgewiesen, ging er als Stipendiat des NSDStB nach Paris (1934/35) und Brüssel (1935/36). Von dort verfasste er Berichte für das Amt Ausland/Abwehr im Oberkommando der Wehrmacht unter Wilhelm Canaris. Seit 1934 stand er nachweislich in Kontakt mit den bretonischen Nationalisten Olier Mordrel und Célestin Lainé; den Letzteren machte er auch mit Friedrich Hielscher bekannt. Seinen geheimdienstlichen Beziehungen verdankte er wahrscheinlich auch seine Anstellung als Auslandskorrespondent für die Münchner Neuesten Nachrichten und die Berliner Börsen-Zeitung (BBZ) von 1936 bis 1938. In dieser Zeit war er auch Informant der Gestapa-eigenen Abwehrpolizei (Abteilung III der politischen Polizei), deren Leiter Werner Best er regelmäßig berichtete.       
1937 wurde Tevenar Gründungsmitglied und erster Geschäftsführer der Deutschen Gesellschaft für keltische Studien (DGKS). In dieser Funktion stand er in engem Kontakt mit Wolfram Sievers, einem weiteren Mitglied des Hielscher-Kreises. Sievers besorgte ihm auf Kosten der von ihm geleiteten Forschungsgemeinschaft Deutsches Ahnenerbe Literatur und sorgte auch dafür, dass das Ahnenerbe Mitgliedsbeiträge in die DGKS zahlte und von Tevenars Reisen für die DGKS ins Elsass und die Bretagne organisatorisch und finanziell unterstützte. Wegen eines falschen Passes wurde Tevenar im Juni 1938 an der holländischen Grenze von SS-Leuten verhaftet. Best leugnete ab, ihn zu kennen und ihm den fraglichen Pass besorgt zu haben – vermutlich, um aus Konkurrenzgründen gegenüber anderen Organisationen seine Tätigkeit geheim zu halten. Da Tevenar keine Spionagetätigkeit für eine ausländische Nation nachzuweisen war, wurde er „ersatzhalber“ nach § 175 wegen „Unzucht mit einem Manne in zwei Fällen“ zu vier Monaten Gefängnis verurteilt. Der angebliche Zeuge soll zu einer Aussage gezwungen worden sein. Seiner späteren Frau berichtete er, dass er im Zellengefängnis Lehrter Straße von der Gestapo gefoltert worden sei. Während seiner Haftzeit erhielt ein Studienfreund von ihm aber auch eine Karte aus dem KZ Sachsenhausen.
Eine Aufnahme Tevenars in die NSDAP wurde 1939 abgelehnt und eine „Warnungskarte“ über ihn angelegt. Seit diesem Jahr war er auch als wissenschaftlicher Referent des Deutschen Instituts für Außenpolitische Forschung und des Auswärtigen Amtes tätig. Im Dezember 1940 heiratete Tevenar die Journalistin Erika von Seydlitz-Kurzbach, Tochter des Generalmajors Lothar von Seydlitz, Stieftochter des Generals Otto von Stülpnagel. Das Paar hatte zusammen 2 Töchter und verzog im Juli 1942 nach Oberschaeffolsheim im Elsass, wo die DGKS ihren neuen Standort hatte. Von dort aus sollte er die Gründung eines Lehrstuhls für Keltologie betreiben, der vom Ahnenerbe mit Unterstützung von Werner Best für die neu gegründete Reichsuniversität Straßburg geplant war. Auf Reisen ins besetzte Frankreich versuchte er mit finanziellen Mitteln des Ahnenerbes, Bücher für eine geplante Keltische Zentralbücherei zu beschaffen. In Oberschaeffolsheim erhielt er u. a. Besuche von Fritz Heinsheimer und Hermann Bickler. Célestin Lainé lebte dort 3 Monate bei der Familie. Tevenar hielt neben anderen für Hielscher Kontakt zu Ernst Jünger während dessen Stationierung in Paris. Er lebte als Mitglied des Hielscher-Kreises in der ständigen Furcht vor einer erneuten Verhaftung und Folterung. Dies trug zu einer ständigen Verschlechterung seiner Herzerkrankung bei und er verstarb schließlich im Alter von 31 Jahren im April 1943. Hielscher führte die Beerdigungszeremonie durch.

## Politische Vorstellungen
Tevenar hatte bereits in seiner 1934 erschienenen Promotionsschrift die föderativen Elemente der UdSSR herausgestellt, die seiner Meinung nach vielen Völkern eine relative kulturelle Autonomie ermöglichten. Er traf sich darin mit Vorstellungen von Friedrich Hielscher, aber auch von anderen Zeitgenossen wie Werner Best und Alfred Toepfer von einer künftigen Gestaltung Europas. Dies erklärt auch Tevenars Interesse für autonomistische Bewegungen in anderen westeuropäischen Ländern (Frankreich, Irland, Großbritannien). Letztlich liefen all diese Vorstellungen aber den Europa-Plänen des NS-Regimes zuwider und die Versuche, den Nationalsozialismus für die eigenen Pläne nutzbar zu machen, führten letztlich nur zu einer Verstrickung in seine Verbrechen (am extremsten gilt dies für Sievers aus dem Kreis um Hielscher und für den bretonischen Nationalisten Lainé).

## Veröffentlichungen
- Der bolschewistische Einparteienstaat. Versuch einer staatsrechtlichen Würdigung der politischen Struktur Sowjetrußlands (UdSSR). Sporn, Zeulenroda 1934 (Dissertation, Universität Frankfurt/M. 1934).
- Bretonische Bibliographie. Max Niemeyer, Halle (Saale) 1940 (Schriftenreihe der "Deutschen Gesellschaft für keltische Studien", Heft 8; Sonderdruck aus: Zeitschrift für keltische Philologie und Volksforschung, Band XXII, Heft 1).
- Die völkische Eigenart der Insel Man. Enke, Stuttgart 1941 (Sonderdruck aus: Volksforschung 5. 1941, Heft 4, S. 280–290).
- “Die Zeitschrift Gwalarn und die neuere Sprachbewegung in der Bretagne”, In: Zeitschrift für celtische Philologie (ZCP), XXII (1941), S. 215–238. PDF
- Zur Gründung der ’Deutschen Gesellschaft für keltische Studien’. In: Zeitschrift für celtische Philologie, XXIII (1942), S. 440 f.
- Die keltischen Studien in Irland. Zur Gründung des ’Dublin Institute for Advanced Studies’. In: Zeitschrift für celtische Philologie (ZCP), XXIII (1942), S. 441 f.
- Ein keltisches Institut in der Bretagne. Zur Gründung des ’Framm Keltiek Breizh’ in Rennes. In: Zeitschrift für celtische Philologie (ZCP), XXIII (1942), S. 443.
- Die Grundlagen des schottischen Nationalismus. In: Jahrbuch des Instituts für Grenz- und Auslandstudien, Berlin 1943.

Übersetzungen:
- Léon Degrelle: Ich war Gefangener. Kerkertagebuch aus Belgien und Frankreich. Hesperos, Nürnberg 1944 (zusammen mit Erika von Tevenar, Fritz Heinsheimer und Célestin Lainé).
- J. Dezitter: Mühlen in Südflandern. Westphal, Wolfshagen-Scharbeutz (Lübecker Bucht) 1953.